# Octav George Lecca

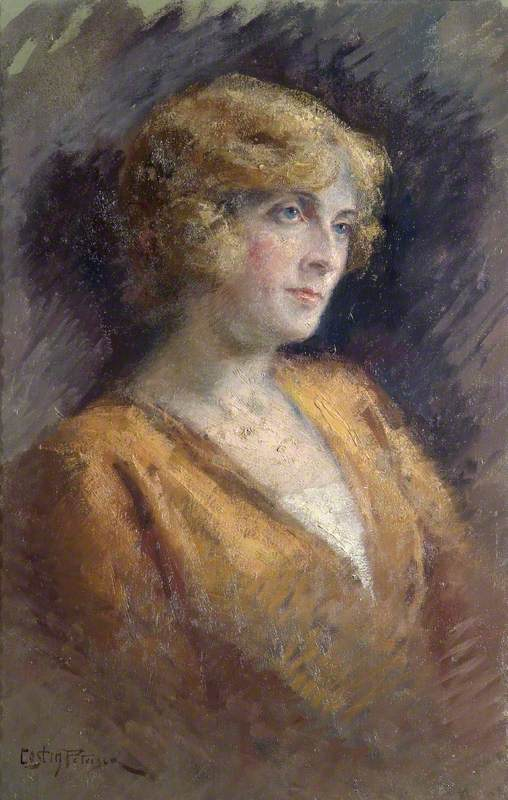
soția lui Octav George Lecca, Vera Katerina Blackett (1888-1960).

Octav George Lecca (n. 1881, ? - d. 1969, ?) a fost un istoric și scriitor român, nepotul artistului Constantin Lecca. Octav George Lecca a fost doctor în filozofie și drept, ofițer de cavalerie (în primul război mondial), magistrat, om politic conservator (apropiat al lui Alexandru Marghiloman). S-a  căsătorit cu baroneasa englezoaică Vera Blackett.

## Familie
Octav-George Lecca (1881 - 1969) a fost fiul ofițerului de cavalerie George Lecca (1842- 1899), iar mama sa - Eliza Habudeanu (fiica serdarului Nicolae Habudeanu și a Alexandrei Bărbătescu). Originea reală a familiei lui Octav-George Lecca era destul de modestă, provenind din negustorul brașovean Dumitru Lecca (1780- 1838). Octav-George Lecca  a fost văr primar cu Trandafir Djuvara, bunicul lui Neagu Djuvara. Mama lui Trandafir Djuvara , Maria Habudeanu era soră cu mama lui O.-G. Lecca, Eliza Habudeanu.

## Sinteze genealogice
În anul 1899, Octav George Lecca a publicat primul dicționar genealogic românesc, intitulat Familiile Boerești Române. Istoric și genealogie, ce se referă la peste 200 de familii din toate provinciile țării.  În vederea alcătuirii acestei prime sinteze genealogice a boierimii românești, Lecca a consultat documente aflate în colecții particulare și publice, cum sunt cele publicate în colecția Hurmuzaki, cronicile Moldovei și Țării Românești, precum și lucrări istorice elaborate de Nicolae Bălcescu și Alexandru D. Xenopol. O critică documentată a acestei lucrări a fost publicată chiar în 1899 de Nicolae Docan. El se ocupă de erorile strecurate în genealogiile familiilor boierești din Moldova (Filip-Lucian Iorga, op.cit.). Docan observă că: "Nedocumentată, fără indicațiuni de izvoare, cu genealogiile croite nu știm de unde, cartea dlui Lecca apare ca un ce necriticabil, ca o operă nesăbuită, care ar trebui să poarte ca motto vorbele: Crede și nu cerceta- ca și sfânta scriptură." Cartea este deficitară din lipsa unei bune documentări și a unei cunoașteri exacte a izvoarelor. În 1911, Lecca a tipărit o culegere de spițe genealogice, intitulată Genealogia a 100 de case din Țara Românească și Moldova.Chiar dacă inexactitățile genealogice sunt în continuare prezente, în acest volum dispar aproape complet mitologiile legate de origini, izvoarele rămânând strămoșii atestabili documentar. Totuși, bibliografia pe care o citează Lecca este sumară și lipsită de trimiteri exacte. Ambele lucrări sunt însă cu totul depășite astăzi și trebuie folosite cu multă prudență. Cu toate că spițele lui Lecca nu se mai pot folosi astăzi, totuși pentru vremea alcătuirii lor și având în vedere puținătatea surselor, meritul autorului ar trebui recunoscut.
Mai târziu, în 1937, în Dicționar istoric, arheologic și geografic al României, chiar dacă în câteva dintre articolele asupra familiilor boierești sunt păstrate referiri la tradițiile de familie (de exemplu, în cazurile familiei Balș, unde este pomenită tradiția descendenței din casa Balsa (Balșici) din Muntenegru și, prin aceasta, din seniorii provensali de Baux), majoritatea mitologiilor genealogice dispar. Familia Balș și-a stabilit legenda descendenței din dinastia Balšić (Balșici), care domnise în regiunea Zeta din Albania, în secolele XIV -XV. În afara marilor sinteze genealogice, una dintre preocupările cele mai importante ale lui Lecca în domeniul istoriei familiilor românești este dinastia Basarabilor, în privința căreia adoptă teoriile lui B.P. Hasdeu, legate de originea dacică a acestei familii. Mai târziu, în Dicționar istoric, arheologic și geografic al României, O.-G. Lecca va renunța la teoria ascendenței dacice a Basarabilor și va menționa posibilitatea ca numele dinastiei pământene să fie de origine cumană.
Octav-George Lecca a creat și o fantastică genealogie a propriei sale familii, pretinzând că:
„Originea veche a familiei este italiană; și dacă ne-am urca în timpurile mai vechi, poate descinde din vechea familie patriciană romană, în care găsim cu siguranță istorică, pe doi membri ai ei: Publius Porcius Lecca, la 192 a.Cr, pretor roman, senator și autorul unei însemnate legi; și pe Marcus P. Lecca , însemnat senator, părtaș la conjurațiunea faimoasă a lui Catilina (sec.I). Familia se găsește în Italia printre nobili, din timpuri depărtate; prin al X-lea sau al XI-lea secol vreunul din membrii ei a emigrat în Balcani și apoi în țările române, după ce  luaseră parte la cruciade.”—Octav-George Lecca, Familiile Boerești Române. Istoric și genealogie (dupe isvoare autentice), Ed.Minerva, București, 1899, p.310
Lecca a găsit câțiva membri ai familiei sale și în Imperiul bizantin, pe care îi leagă de aga Lecca, boierul  lui Mihai Viteazul. Pe aga Lecca (agă=rang boieresc, șef al Agiei; echivalent al șefului poliției) îl consideră strămoșul său direct, ceea ce este , se pare, o eroare genealogică. Cercetarea ulterioară a demonstrat că aga Lecca este, de fapt, strămoșul colateral al familiei Racottă. Nu se știe dacă O.-G.Lecca credea într-adevăr în descendența lui din aga Lecca sau dacă această pretenție genealogică era doar o strategie menită să ușureze integrarea printre familiile boierești din Oltenia.
În articolul dedicat familiei Lecca în Dicționarul istoric, arheologic și geografic al României, O.-G.Lecca nu mai menționează originile romane ale familiei. Familia Lecca, se pretinde, rămâne doar "de origine din Corsica: comiții de Cinarca și Lecca, în secolele 12-16.
Multe dintre genealogiile prezentate de O.-G. Lecca sunt inexacte, nefiind susținute de documente, iar unele afirmații sunt cu totul fanteziste. De exemplu, despre originea familiei Otetelișanu, Lecca scrie: "Se dă ca trunchi al ei, din secolul XIII, pe la 1250, când trăia în Ungaria contele Otto  de Lisch. Acest senior descinzând în țară, localitatea ce stăpâni se numi "Oteteliș", după care derivă și numele. familiei" (Octav-George Lecca, Familiile Boerești Române...op.cit.). O poveste la fel de neverosimilă este relatată în articolul consacrat neamului Obedenilor: "Origina acestei familii din Craiova pare a fi italiană. În cartea de aur a cavalerilor de Malta se găsesc înscriși cavalerii Obedino, cruciați, prin secolul XIII. Aceștia dând mai multe ramuri, s-au perpetuat în evul mediu și se poate ca unul din urmașii lor să se fi rătăcit în Valahia și stabilindu-se în capitala Olteniei din diferite împrejurări, a făcut aci leagănul familiei, timpul precis însă și modul cum  s-au stabilit, e problematic, din lipsa dovezilor sigure."
Cu toate aprecierile critice, lucrările lui Octav -George Lecca se mențin în atenția editorilor, așa cum o confirmă apariția la Editura Paideia, București, a cărții lui Lecca intitulată "Familii de boieri mari și mici din Valahia", septembrie 2016.

## Scrieri
- Familia Lecca, București, 1897
- Familiile Boerești Române. Istoric și genealogie, (dupe isvoare autentice), Editura Minerva, București, 1899
- Cei dintâi Basarabi. Negru Vodă și întemeerea Țării-Românești. Tip. " Convorbiri literare", București, 1919
- Y a -t-il encore des Bassaraba? Les pretendus et les vrais Bassarabes.  Bucarest, 1898
- Genealogia a 100 de case din Țara Românească și Moldova, București, 1911
- Dicționar istoric, arheologic și geografic al României, Editura "Universul" S.A., București, 1937